# 贝恩德·阿伦特
贝恩德·阿伦特（德語：Bernd Ahrendt，20世纪—），德国男子赛艇运动员。他曾代表东德参加1970年世界赛艇锦标赛，获得男子八人单桨有舵手金牌。他也在1971年欧洲赛艇锦标赛获得一枚金牌。